# Баранова (Степановское сельское поселение)
Баранова — деревня в Кудымкарском районе Пермского края. Входила в состав Степановского сельского поселения. Располагается юго-восточнее от города Кудымкара. Расстояние до районного центра составляет 7 км. По данным Всероссийской переписи населения 2010 года, в деревне проживал 31 человек (19 мужчин и 12 женщин).

## История
По данным на 1 июля 1963 года, в деревне проживал 131 человек. Населённый пункт входил в состав Пешнигортского сельсовета.